# Ecphylus arcuatus
Ecphylus arcuatus är en stekelart som beskrevs av Muesebeck 1935. Ecphylus arcuatus ingår i släktet Ecphylus och familjen bracksteklar. Inga underarter finns listade i Catalogue of Life.